# Сефери, Идриз
Идриз Сефери (тур. İdris Sefer, алб. Idriz Seferi; 1847 — 1927) — албанский национальный герой, партизан; член националистических организаций Призренская лига и Лиги Пеже (алб. Lidhja e Pejës).

## Биография
Родился 14 марта 1847 года в селе Сефер вилайета Косово Османской империи (в горном массиве Скопска-Црна-Гора), ныне город Прешево на юге Сербии.
В раннем возрасте вступил в албанское национальное движение, став членом Призренской лиги и Лиги Пеже. В это время совершал вместе с членами Лиги преступные действия против населения города Кичево. Пытался установить вместе с другими албанскими вождями отношения с сербским правительством, которое помогало повстанцам деньгами и оружием.
В начале 1910 года двенадцать албанских вилайета Косово, где видными предводителями были Идриз Сефери и Иса Болетини, восстали против Османской империи. Под руководством Сефери был отряд численностью порядка 5000 человек, который вооружился за счёт захваченного турецкого поезда с оружием. Под началом Болетини было около 2000 человек, находящихся под Урошевацем и Призреном. Несмотря на отчаянное сопротивление, восстание было подавлено превосходящими силами османских войск численностью в 16000 человек под командованием Тургут-паши. Османское правительство приняло жесткие меры, чтобы сохранить власть в косовском Вилайете.
В апреле 1912 года снова вспыхнуло восстание албанцев под руководством Хасана Приштина в горах Джяковица, к которому примкнули другие вожди, включая Сефери и Болетини. Сопротивление было более масштабным, чем в 1910 году, став общенациональным, установив при этом дружеские отношения с Сербией. Против восставших снова были направлены регулярные османские части, не без труда подавившие сопротивление. После этого восстания Сефери и Болетини под воздействием Турции стали противниками  Сербии и воевали против них на начальном этапе Первой мировой войны (1914—1915 годы). Во второй половине войны (1916—1918 годы) они воевали против болгарских войск.
Умер у себя в доме 25 марта 1927 года. Посмертно был удостоен государственной награды Герой Республики Косово.

## Память
- В городе Приштина Идризу Сефери установлен памятник работы албанского скульптора Одисе Паскали. Также памятник ему установлен в коммуне Гнилане[3] и бюст в городе Качаник.
- Идризу Сефери посвящено несколько картин художников.